# Luftfahrtbehörde

Logo der amerikanischen Luftfahrtbehörde FAA

Eine Luftfahrtbehörde ist in vielen Ländern eine staatliche Behörde, die sich mit der Organisation der einheimischen Luftfahrt beschäftigt. Luftfahrtbehörden teilen beispielsweise Zulassungen für Fluggesellschaften und Luftfahrzeugkennzeichen zu, genehmigen Flugplätze, sorgen für die Überwachung des Luftraums, bilden Luftfahrtpersonal, wie Piloten und Fluglotsen, aus und erstellen Sicherheits- und Wirtschaftsvorschriften.

## Beispiele
- In Deutschland sind dies die Behörden der Bundesländer und das Luftfahrt-Bundesamt sowie als beliehenes Unternehmen die Deutsche Flugsicherung,
- in Österreich die Oberste Zivilluftfahrtbehörde (OZB)[1] und Austrocontrol.
- in der Schweiz das Bundesamt für Zivilluftfahrt
- in Italien die ENAC
- Tschechische Republik: Úřad pro civilní letectví (ÚCL)
- im Vereinigten Königreich die Civil Aviation Authority (CAA)
- die US-amerikanische Luftfahrtbehörde nennt sich Federal Aviation Administration (FAA)
- in Kolumbien ist es die  Aerocivil
- in Russland die Föderale Agentur für Lufttransport (Rosawiazija) / Федеральное агентство воздушного транспорта (Росавиация)
- in Australien die Civil Aviation Safety Authority
- die Zivile Luftfahrtbehörde der Volksrepublik China

## Internationale Behörden
- Die Europäische Agentur für Flugsicherheit (EASA) ist eine europäische Flugsicherheitsbehörde.

## Historisch
- Joint Aviation Authorities (JAA) war der Vorgänger der oben genannten EASA als ein Zusammenschluss der Luftfahrtbehörden aus 34 europäischen Nationen.[2]